# Orazio Santelli
Orazio Egidio Santelli (fl. XX secolo) è stato uno schermidore italiano, specializzato nella sciabola.
Partecipò ai Giochi della II Olimpiade di Parigi nel 1900 nella gara di sciabola per maestri, dove fu eliminato in semifinale. Discendeva da una ricca famiglia di armatori liguri e possidenti immobiliari. Girò tutta l'Europa per insegnare sciabola e fondò svariate scuole in Ungheria.Ebbe una figlia di nome Gemma Santelli. Suo fratello Orazio Italo Santelli è il padre di Giorgio Santelli, famosissimo campione olimpico alle olimpiadi del 1920.